# 永叔街道
永叔街道，是中华人民共和国江西省吉安市吉州区下辖的一个乡镇级行政单位。

## 行政区划
永叔街道下辖以下地区：
青石街社区、上后街社区、高峰坡社区、光明路社区、上田侯路社区和吉福路社区。